# Winthemia javana
Winthemia javana là một loài ruồi trong họ Tachinidae.